# Facilitair management
Facilitair management houdt zich bezig met het besturen en beheersen van de ondersteunende activiteiten ten behoeve van het primaire proces van een organisatie, alsmede ten behoeve van de overige ondersteunende activiteiten. Het betreft ondersteunende activiteiten die nodig zijn, zowel op het strategische niveau van de organisatie om haar doelstellingen te kunnen realiseren, als op het praktische niveau van de individuele werknemers.

## Oorsprong begrip facility
Het Amerikaanse begrip "facility" en het Angelsaksische begrip "facilities" zijn afgeleid van het Latijnse zelfstandig naamwoord "facilitas" of "facilitate", hetgeen betekent gemakkelijkheid, gewilligheid of vriendelijkheid. Hiermee samen hangt het bijwoord "facile"(zonder moeite, zonder bezwaar) en het bijvoeglijke naamwoord "facilis" (gemakkelijk te doen, geschikt voor, naar wens gaande, vlug, bedreven, vriendelijk). Dit geeft zowel het karakter als de essentie van facilitaire dienstverlening aan: ervoor zorg dragen dat het kernproces zonder hindernissen verloopt.

## Facilitair of facility management

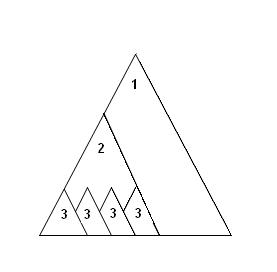
Fig 1. Facility management en facilitair management waarbij:
1. Management of algemeen management.
2. (Integraal) facility management.
3. facilitair management

De vertaling van het woord "facility" naar het Nederlandse woord "facilitair" is in de letterlijke zin een onjuiste en foutieve vertaling. Een 'facility' is een grotendeels tastbare asset (vgl. het Shostack continuüm). 'Facility services' zijn services die per definitie bestaan uit tastbare assets en niet-tastbare handelingen. Het management zelf is onderdeel van de dienstverlening en derhalve eveneens facilitair, zie ook de definitie van facility management gehanteerd door de Europese Unie, NEN-EN 15221.
De basisgedachte achter facility management is dat er in een organisatie altijd mensen nodig zijn die zich dienstbaar opstellen ten opzichte van andere functionarissen. Ze bieden op één of andere wijze ondersteuning aan die functionarissen om de taak waarvoor ze aangesteld zijn, te vergemakkelijken. Van Dale geeft het woord 'ondersteunend' als synoniem voor de term facilitair. Facility management bevordert dus alle activiteiten die binnen een organisatie worden verricht.
Facility management kan worden beschouwd als een algemene management functie, toegespitst op het domein facility management.

## Twee definities van facility management

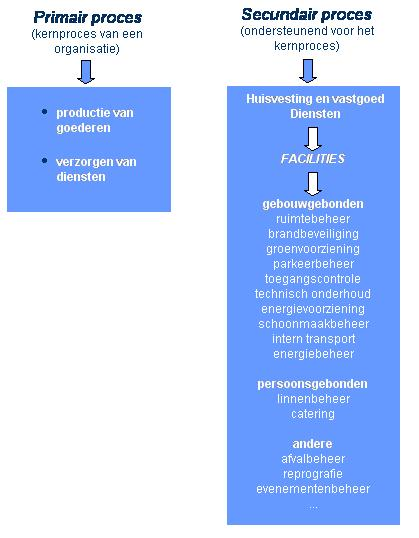
Fig 2. Facility Management als ondersteuning van het kernproces

Wanneer we de wijze volgen waarop de wereld wordt bestuurd zijn er twee soorten definities:
1. Die welke zijn vastgelegd in nationale (bijvoorbeeld NEN), continentale (bijvoorbeeld EN) en wereldwijde (ISO) normen.
2. Die welke door bedrijven, verenigingen en andere organisaties zijn ontwikkeld (RICS, GEFMA, IFMA, etc.).

Sinds 2006 bestaat er een Europese definitie van FM volgens categorie 1, welke de nationale normen in Europa heeft vervangen. Er wordt op dit moment hard gewerkt om van deze norm een ISO-norm te maken. De in de Verenigde Staten door IFMA ontwikkelde definitie van FM is dus geen formele wereldwijde norm. Echter, vanuit historisch perspectief wordt deze definitie wel veel gebruikt door met name Amerikaans georiënteerde organisaties.

### IFMA (International Facility Management Association)
Facility management is the practice of coordinating the physical workplace with people and work of the organization: inegrates the principles of business administration, architecture and the behavioral and engineering sciences.
Volgens IFMA ligt de kern van facility management in het volledig besturen en beheersen van alle ondersteunende activiteiten, die nodig zijn zowel op strategisch niveau van organisatie of instelling om haar doelstellingen te kunnen realiseren als op praktische niveau van de individuele werknemers (zie figuur 2). Dit betekent dat het facility management moet inspelen op de werkprocessen van een organisatie en op de besturingsprocessen ervan.

### NEN-EN 15221 Facility Management
Facility management is de integratie van processen binnen een organisatie, om overeengekomen diensten te ontwikkelen en in stand te houden, gericht op de ondersteuning en bevordering van de effectiviteit van het primaire proces.
 De Europese scope van facility management omvat 'Space & Infrastructure' (planning, design, workplace, construction, lease, occupancy, maintenance, furniture, cleaning, etc.) en 'People & Organisation' (catering, HRM, ICT, HS&S, accounting, marketing, hospitality, etc.). Dit maakt facility management tot de integrator van business services. Op Europees niveau vertegenwoordigt facility management daarmee 5% van het bruto binnenlands product.
Binnen deze Europese norm wordt ingegaan op 7 onderwerpen:
1. NEN-EN 15221-1: Termen en Definities
2. NEN-EN 15221-2: Leidraad voor het opstellen van facilitymanagementovereenkomsten (service level agreement)
3. NEN-EN 15221-3: Kwaliteit
4. NEN-EN 15221-4: Ordening
5. NEN-EN 15221-5: Processen
6. NEN-EN 15221-6: Ruimte/oppervlaktebepaling
7. NEN-EN 15221-7: benchmarking.

## Facilitaire Competenties
Het Landelijk Overleg Opleidingen Facilitaire Dienstverlening (LOOFD) heeft een profiel opgesteld waaraan studenten Facilitair Management vijf jaar na afronding van hun studie moeten kunnen voldoen. In totaal zijn er negen competenties opgenomen in het profiel. Van elk van deze competenties is het gedragsniveau geoperationaliseerd.
1. Initiëren en creëren van facilitaire producten en diensten, zelfstandig en ondernemend, ten behoeve van een organisatie.
2. Ontwikkelen van een visie op veranderingen en trends in de externe omgeving en ontwikkelen van relaties, netwerken en ketens.
3. Analyseren van beleidsvraagstukken, vertalen in beleidsdoelstellingen en –alternatieven en voorbereiden van besluitvorming.
4. Toepassen van human resource management in het licht van de strategie van de organisatie.
5. Inrichten, beheersen en verbeteren van bedrijfs- of organisatieprocessen.
6. Analyseren van de financiële en juridische aspecten, intern processen en de bedrijfs- of organisatieomgeving om samenhang en wisselwerking te versterken.
7. Ontwikkelen, implementeren en evalueren van een veranderingsproces.
8. Sociale en communicatieve competentie (interpersoonlijk, organisatie).
9. Zelfsturende competentie (intrapersoonlijk, beroepsbeoefenaar of professional).

## Geschiedenis van facility management
December 1978 organiseerde het bedrijf Herman Miller een congres met de titel 'Facility Influence on Productivity'. 'In 1980 komt de term "facility management" voor het eerst voor in de Verenigde Staten in de American Institute of Plant Engineers (AIPE) en de Association of Physical Plant Administrators(APPA). In de populaire pers wordt de term facility management steeds vaker genoemd en komen er zelfs wervingsadvertenties voor facility managers. Kort daarna werd het Facility Management Institute (FMI) opgericht ten behoeve van training en onderzoek op dit gebied.
In 1980 wordt in Ann Arbor, tijdens een seminar van de FMI, door veertig professionele facility managers de National Facility Management Association (NFMA) opgericht, die spoedig daarna met behulp van de Canadezen leidt tot de oprichting van de International Facility Management Association (IFMA).
In 1982 schrijft David Armstrong, een van de stichters van FMI, zijn befaamde artikel over de kernwaarde van FM: integratie van 'people, place, proces'. In 1983 werden door Cornell-universiteit, Ithaca(professor Franklin Becker), New York en door Grand Valley State College (Professor B. Vrancken), Allendale, Michigan de eerste BSc, MSc, MFM en doctortaalprogramma's in strategisch facility management gelanceerd.
In West-Europa wordt facility management voor het eerst toegepast in Groot-Brittannië. In 1984 start het Londense architectenbureau DEGW onder leiding van Francis Duffy met onderzoek naar facility management. Het resultaat hiervan was een aantal publicaties (ORBIT I en ORBIT II rapporten) op het gebied van het ontwerpen van kantoren in een zich snel ontwikkelende informatietechnologische omgeving - ofwel effectief gebruikmaken van de beschikbare ruimte. In 1985 wordt in de UK de AFM vereniging opgericht.
In Nederland fuseren in 1980 de Vereniging van Bedrijfsrestaurateurs Nederland (VBN) en de Chefs Huishoudelijke en Intern Civiele en Algemene Diensten (CHICAD) tot de Nederlandse Vereniging voor Intern Service Management (ISM). Deze is later opgegaan in de vakvereniging Facility Management Nederland (FMN).
In 1987 werd door de Nederlander Bart Bleker de eerste vergadering georganiseerd ter voorbereiding op wat later EuroFM is geworden. Het begrip facilitymanagement krijgt echter pas bekendheid wanneer in 1988 een groep facilitymanagers van enkele grote bedrijven samen met een aantal adviseurs van enkele adviesbureaus een bezoek brengen aan het jaarlijkse IFMA-congres in de Verenigde Staten om te beoordelen of facilitymanagement wellicht ook in Nederland toepasbaar is. In 1993 wordt in Nederland EuroFM opgericht door onder anderen de Nederlandse FM-vereniging NEFMA, de voorloper van FMN.
In Nederland kwam facility management tot bloei door een paar belangrijke economische ontwikkelingen:
- De energiecrisis leidt tot een ander kijk op het energiegebruik. Dit leidt mede tot onderzoek naar het gebruik van ruimte en andere algemene voorzieningen.
- Het profijtbeginsel deed zijn intrede. Dit leidt er binnen organisaties toe dat van elke activiteit een toegevoegde waarde aan het eindproduct werd verlangd. Hierdoor werd er meer gekeken naar kostenbeheersing en ging men diverse diensten (schoonmaak, onderhoud, catering e.d) nauwkeuriger beoordelen. Ook werd er meer uitbesteed om zich meer op de kernactiviteiten te concentreren.
- Levensduur van producten neemt af, mede als gevolg van een veeleisender en kapitaalkrachtiger consument, betere productietechnieken en kortere ontwikkelingstijden. Dit vergde een andere ondernemingscultuur waarbij flexibiliteit van groot belang was. Deze mocht niet gehinderd worden door de interne dienstverlening en huisvestingsproblematiek.
- Groei in ICT en zakelijke dienstverlening leidt tot steeds grotere huisvestingsbehoeften. Deze behoefte verandert echter wel zeer snel en daar moest flexibel op ingespeeld kunnen worden. Iets wat met de oude methode niet was te beheersen.
- Technologische ontwikkelingen leidden tot complexer te beheersen gebouwen en de daarbij horende voorzieningen. Beheersing door middel van productiespecialisten werkte niet omdat daarmee ook de complexiteit toenam.
- Door alternatieve financieringsmogelijkheden (onder meer leasing) werd de drempel tot hoogwaardige technologie verlaagd.
- Men werd mondiger. Dit kwam doordat men meer als een individu werd aangesproken op verantwoordelijkheden en hierdoor ook andere dan wel betere arbeidsomstandigheden ging verlangen.

## Culturele verschillen in facility management

### Facility management in de Verenigde Staten
In de Verenigde Staten duidt "facility"op iets dat wordt gebouwd, geconstrueerd, geïnstalleerd of gevestigd. Het accent ligt daar meer op het bouwkundige en technische aspect. Facility managers in de VS houden zich vaak met huisvesting bezig vanuit een bouwkundig en technische invalshoek.

### Facility management in Groot-Brittannië
In Groot-Brittannië spreekt men liever van "facilities", dat meer accent geeft aan de diensten en voorzieningen die gebruikt kunnen worden. Hiermee wordt het gemak van een handeling, uitvoering, afwikkeling of gedragslijn vereenvoudigd.
Facility management komt in Groot-Brittannië voort uit het beheer van gebouwen (conciërges) en middelen. Facility managers houden zich in Groot-Brittannië met name bezig met huisvesting, die sterk is gericht op het leveren van de juiste huisvestingsdiensten aan de gebruikers.

### Facility management in Nederland en Vlaanderen
In de lage landen heeft de facility manager zowel de Amerikaanse als de Angelsaksische aspecten in zich met een sterker wordende voorkeur voor het managen (beheren) van diensten met de daarbij behorende middelen. Men kan de van oudsher bekende civiele, bouwkundige en technische diensten nog wel onderscheiden, maar niet meer (makkelijk) scheiden. De onderlinge verwevenheid bevordert het zogenaamde synergetisch effect (1+1=3). Dit wil zeggen dat, "het geheel meer is dan de som der delen".

## Facilitaire dienst
Met de NOS als facilitaire dienst voor de omroepen heeft de term "facilitaire dienst" zijn intrede gedaan in Nederland en is de facilitaire dienst voor de organisatie geboren.

Een facility manager draagt onder andere zorg voor de facilitaire diensten. Deze diensten worden veelal, als ze niet worden uitbesteed, uitgevoerd door het "facilitair bedrijf". Dit verzorgt veelal de grote verscheidenheid aan faciliteiten. Onder faciliteiten wordt verstaan: 
Faciliteiten zijn het samenspel van fysieke condities die het voor een organisatie mogelijk maken haar werkzaamheden uit te voeren. Eenvoudig gezegd gaat het dus om de werkplekken, de omgeving waarin deze staan en de voorzieningen die nodig zijn om de werkplekken te kunnen gebruiken.

### Facilitair bedrijf
Het facilitair bedrijf (FB) is een onderdeel van een organisatie dat het mogelijk maakt (faciliteert) dat het bedrijf kan functioneren. Deze wordt dan ook veelal door een facility manager aangestuurd. Doordat de facilitaire taken vaak niet bedrijfsspecifiek zijn, en dus vaak niet tot de kernactiviteiten van het bedrijf behoren, worden deze steeds vaker door gespecialiseerde bedrijven uitgevoerd (outsourcing). Een facilitair melding- en informatiesysteem kan worden gebruikt als ondersteuning bij het efficiënt en effectief uitvoeren van facilitaire diensten.

#### Diverse onderdelen van een facilitair bedrijf
Volgens de NEN-EN15221-1 is een facilitair bedrijf opgebouwd uit een 'Mensen & Organisatie' deel en een 'Ruimte en Infrastructuur' deel. De taxonomie van FM zal in de toekomstige NEN-EN15221-4 worden vastgelegd. Deze zal dan onder andere de volgende onderwerpen omvatten:
- Inkoop - Deze afdeling draagt zorg voor het kopen van producten of diensten in een dienstverband ten behoeve van het kernproces en de ondersteuning van het kernproces. Ook onderhoudt zij door middel van contractmanagement de relatie met de leverancier en gaat zij na, aan de hand van Service Level Agreements, of de leverancier zich aan de in het contract afgesproken afspraken houdt.
- Logistiek - Deze dienst zorgt ervoor dat de juiste dingen, op de juiste tijd, op de juiste plaats komen. Veelal vindt hier afstemming plaats met inkoop, indien er voorraad of goederen nodig zijn of met de servicedesk indien er aanvragen zijn om goederen te (ver)plaatsen.
- Catering - Ook wel gastenvoorzieningen genoemd. Hieronder valt alles wat samenhangt met eten & drinken (F&B). Denk onder andere aan lunches, recepties, automatiek en kantines.
- Huisvesting - Hieronder vallen zaken als onderhoud aan gebouw en daarmee verbonden installaties (elektrische en werktuigbouwkundige) zoals het Gebouw BeheersSysteem (GBS). Verder verzorgt deze afdeling ook gebouwgebonden zaken als water, gas, elektra, (gebruikers)vergunningen, verhuizingen en kleine verbouwingen.
- Kantoorinventaris - De inrichting van de kantoren. Met name wordt hierbij gelet op het ergonomisch verantwoord zijn van de inventaris e.d. in het kader van de Arbowetgeving.
- Servicebureau/-balie/-desk - Vaak komen hier ook meldingen, verzoeken, reserveringen en (storings)klachten binnen. Deze worden vaak in een meldingssysteem vastgelegd. En hiermee houdt men veelal ook het Service Level Agreement bij van het facilitaire bedrijf. Bij reserveringen moet men denken aan vergader- en conferentie zalen inclusief audio-visuele of multimediale projectie-/presentatiemogelijkheden, dit vaak in samenwerking met catering en klusjesman. Deze afdeling regelt veelal ook de telefonie-uitgifte, onder andere mobiele telefonie en intern telefoonboek. En in sommige organisaties houdt deze (sub)afdeling ook het eigen (lease) wagenpark bij.
- Schoonmaak - de afvoer van vuil, papier en voedselresten. Ook aan het schoonhouden van de kantoor- en gemeenschappelijke ruimtes. In sommige organisaties, zoals ziekenhuizen, verzorgt het FB ook het wasgoed van dienstkleding, beddengoed e.d.
- Beveiliging - Hieronder valt de bewaking/beveiliging van het gebouw en terrein, en tevens het onderhoud, registratie van sloten, de uitgifte van sleutels en het bijhouden hiervan in een sleutelplan. Maar ook de veiligheid van de medewerkers door middel van onder andere een bedrijfshulpverleningsorganisatie en een calamiteitenevacuatieplan.
- Groenvoorziening - Voor onder andere een beter leefklimaat, zowel binnen hydrocultuur als buiten.
- Postkamer, Archief, Reproductie en Informatie- en Communicatietechnologie (ICT) - Deze afdelingen kunnen ook deel uitmaken van het Facilitair Bedrijf (FB) of als zelfstandige (staf)afdelingen functioneren.

## Opleidingen
- In Nederland zijn er opleidingen op het niveau van universiteit, hoger beroepsonderwijs, middelbaar beroepsonderwijs en bij private instellingen. Ze leiden op tot facility manager of facilitair dienstverlener.
- In Vlaanderen zijn facility managers op master-niveau meestal opgeleid als ingenieur met bijkomende economische vorming. Op het niveau van professionele bachelor bestaat er een opleiding in Gent aan de hogeschool Odisee.